# Parasphendale scioana
Parasphendale scioana es una especie de mantis de la familia Mantidae.

## Distribución geográfica
Se puede encuentrar en Somalia.